# Mezquita Mehmed-Bey
La mezquita Mehmed-Bey (en griego: Τέμενος Μεχμέτ Μπέη, romanizado: Témenos Mechmét Béi) es un edificio otomano de 1492-1493 situado en Serres, ciudad de Grecia. Encargada por Mehmed Bey, yerno del sultán Bayezid II, la mezquita es una de las más imponentes de los Balcanes. En la década de 1920 dejó de utilizarse con fines religiosos y hoy sigue abandonada.

## Historia
En 1492-1493, el sanjacado de Serres (entonces Siruz), Mehmed Bey, esposo de Seljouk (Selçuk), hija del sultán Bayezid II  y madre de Gazi Husrev Bey, comenzó a construir la mezquita al este de la ciudad vieja. Este lugar aislado, a orillas del río Ágii Anárgyri, se considera el lugar de la entrada triunfal de las tropas de Gazi Evrenos) tras la rendición de los habitantes de Serres el 19 de septiembre de 1383.
Durante casi 300 años, la mezquita se benefició de los ingresos procedentes de las propiedades en Crimea del padre de Mehmed, Gedik Ahmed Pachá, gran visir y capitán Pachá bajo el reinado de Mehmed II. Una madrasa y un imaret formaban un complejo en torno a la mezquita, que también sirvió, al menos originalmente, como zauía. La anexión de Crimea por el Imperio ruso en 1783 marcó el declive del monumento y de sus instituciones asociadas.
En 1815, Yusuf Pashá , hijo de Ismail Bey, gobernador de Serres de 1795 a 1813, llevó a cabo reparaciones, en particular en el imponente tejado de plomo de la cúpula. Este último está enterrado al norte de la mezquita, en el lugar conocido como «mausoleo de los vencedores» (Μαυσωλείο των Νικητών). Todavía hoy son visibles una fuente erigida en 1814 y parte de los muros de una antigua mezquita fundada por Yusuf Pachá.
En 1892, el lecho del río fue desplazado para despejar los diques naturales acumulados por las sucesivas crecidas. Sin embargo, el subsuelo permaneció inestable y húmedo, lo que debilitó considerablemente el edificio y favoreció el crecimiento de la vegetación entre las piedras. Las guerras de los Balcanes y la Gran Catástrofe provocaron el abandono definitivo del emplazamiento en 1920.
La mezquita fue declarada monumento histórico en 1936, dentro de una zona de protección de unos 165 m por 100 m, registrada en 1984. En 1995 se llevó a cabo una campaña para restaurar el arco central del pórtico, que se derrumbó a finales de la década de 1960. A pesar de estas medidas, el edificio se encuentra actualmente en estado de abandono.

## Arquitectura
Presenta una planta en forma de T invertida, con una sala de oración cuadrada flanqueada por dos espacios laterales más estrechos que la sala central, que se utilizaban para las actividades de la tariqa sufí6. Al norte, un pórtico de casi 30 m de longitud, 6 m de profundidad y 9,2 m de altura está sostenido por cuatro columnas de mármol. Sobre la entrada se alza una pequeña cúpula central, hoy desaparecida, mientras que los tejados laterales son cruciformes.
La cúpula descansa sobre un tambor dodecagonal sobre pechinas. La cúpula tiene un diámetro de 14,58 m,<ref>María Loúkma indica un diámetro ligeramente diferente para la cúpula: 14,71 m y se eleva hasta una altura de unos 25,75 m desde el suelo. Estas dimensiones, impresionantes para la época fuera de las capitales otomanas de Constantinopla y Andrinopla, contribuyen al apodo local de Agiá Sofiá (en griego: Αγιά Σοφιά, Santa Sofía).(en griego: Αγιά Σοφιά Santa Sofía ). El mihrab está alojado al sur en una alcoba de 12,35 m de altura con cinco tramos de pared. En el suelo, se conservan baldosas de cerámica en la mayoría de los espacios interiores.
En el exterior, el edificio muestra una estructura de sillares isodómicos de piedra caliza beige-ocre sin mortero visible. Solo los elementos del tejado son de ladrillo. El alminar no se ha conservado, pero en el muro oeste se aprecian claramente vestigios de la estructura.
A finales de la década de 1660, Evliya Çelebi describió así el complejo que rodea la mezquita de Mehmed-Bey:«Todas las estructuras, las cúpulas, la madrasa, la escuela y el comedor están cubiertas de plomo. Es casi imposible describir lo luminosa y espiritualmente refrescante que es esta mezquita. Se necesitarían muchas palabras para describir con sinceridad la belleza del trabajo manual en las numerosas zonas de la mezquita. La única mezquita que podría compararse con ésta es la mezquita de Yahya Pasha en Üsküp (Skopje). Pero los jardines que rodean esta mezquita no tienen rival; están como cubiertos de terciopelo verde, con árboles majestuosos y todo tipo de aves volando entre el verdor. Miles de fieles pueden sentarse y charlar a la sombra de los numerosos árboles. El olor del jardín con sus numerosos cipreses es embriagador y la mezquita se ha hecho famosa desde Grecia hasta Persia». Evliya Çelebi, citado en inglés en Neval Konuk (2010).

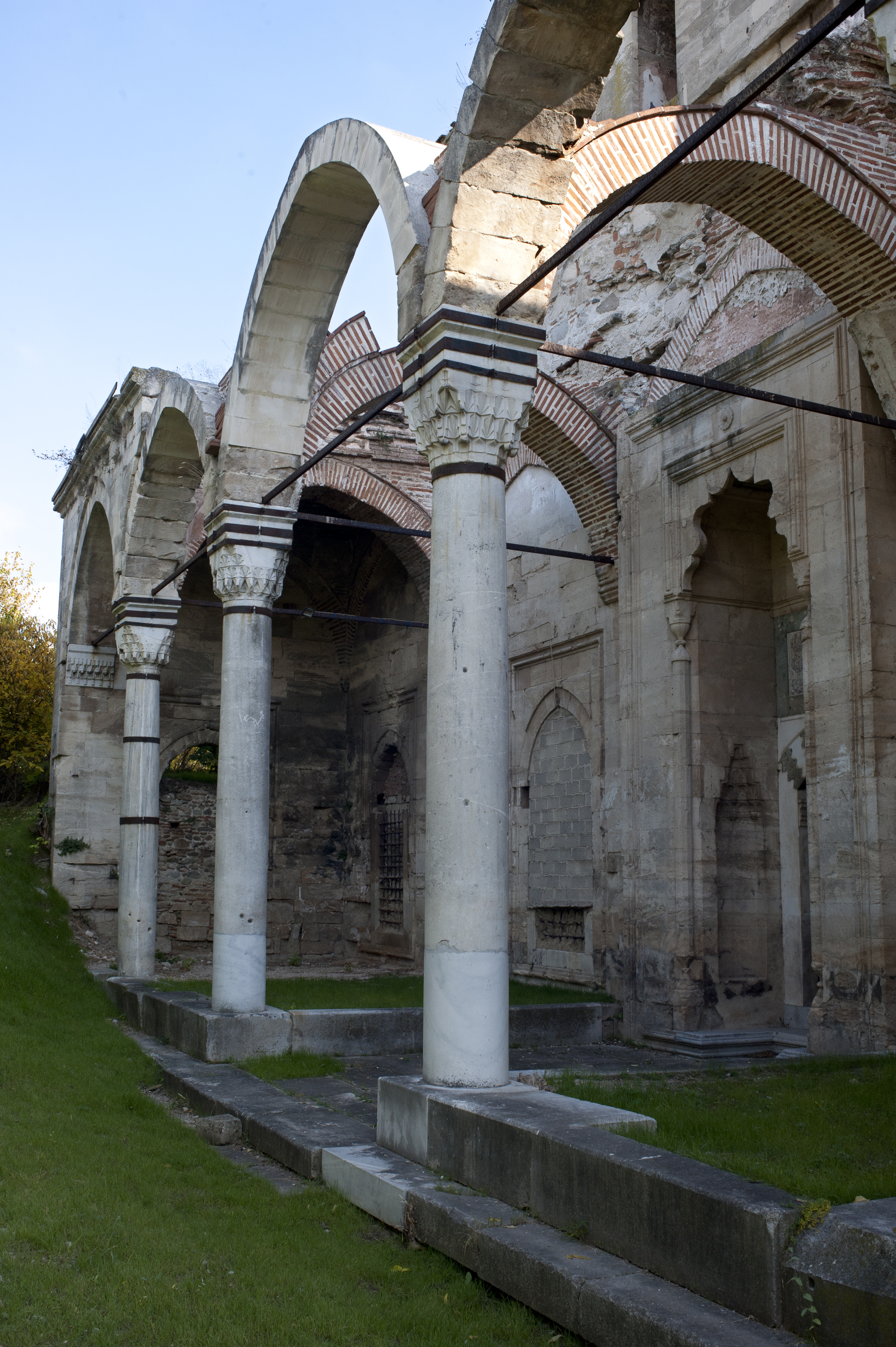
El pórtico desde la esquina noroeste.
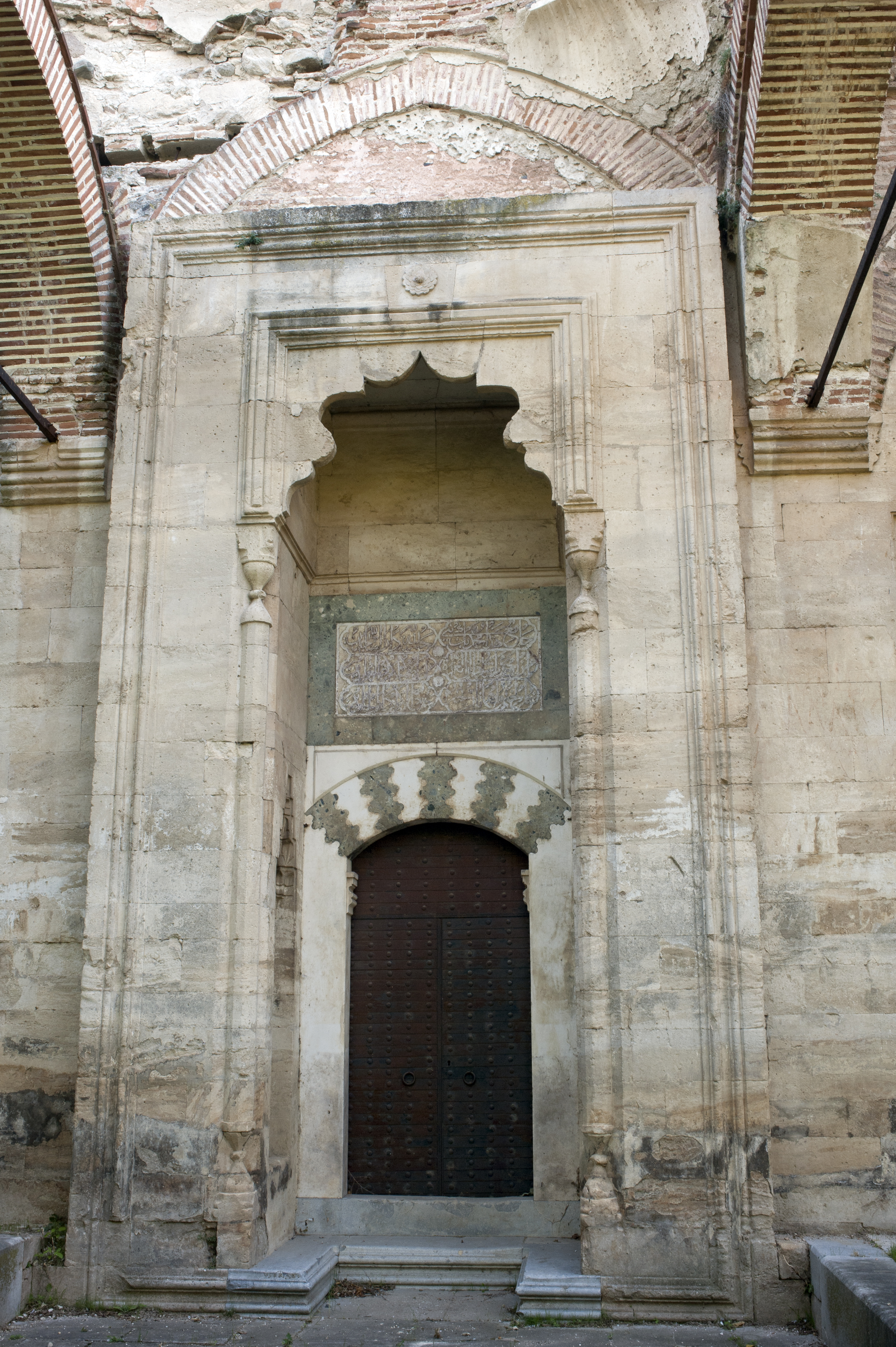
La fachada principal.
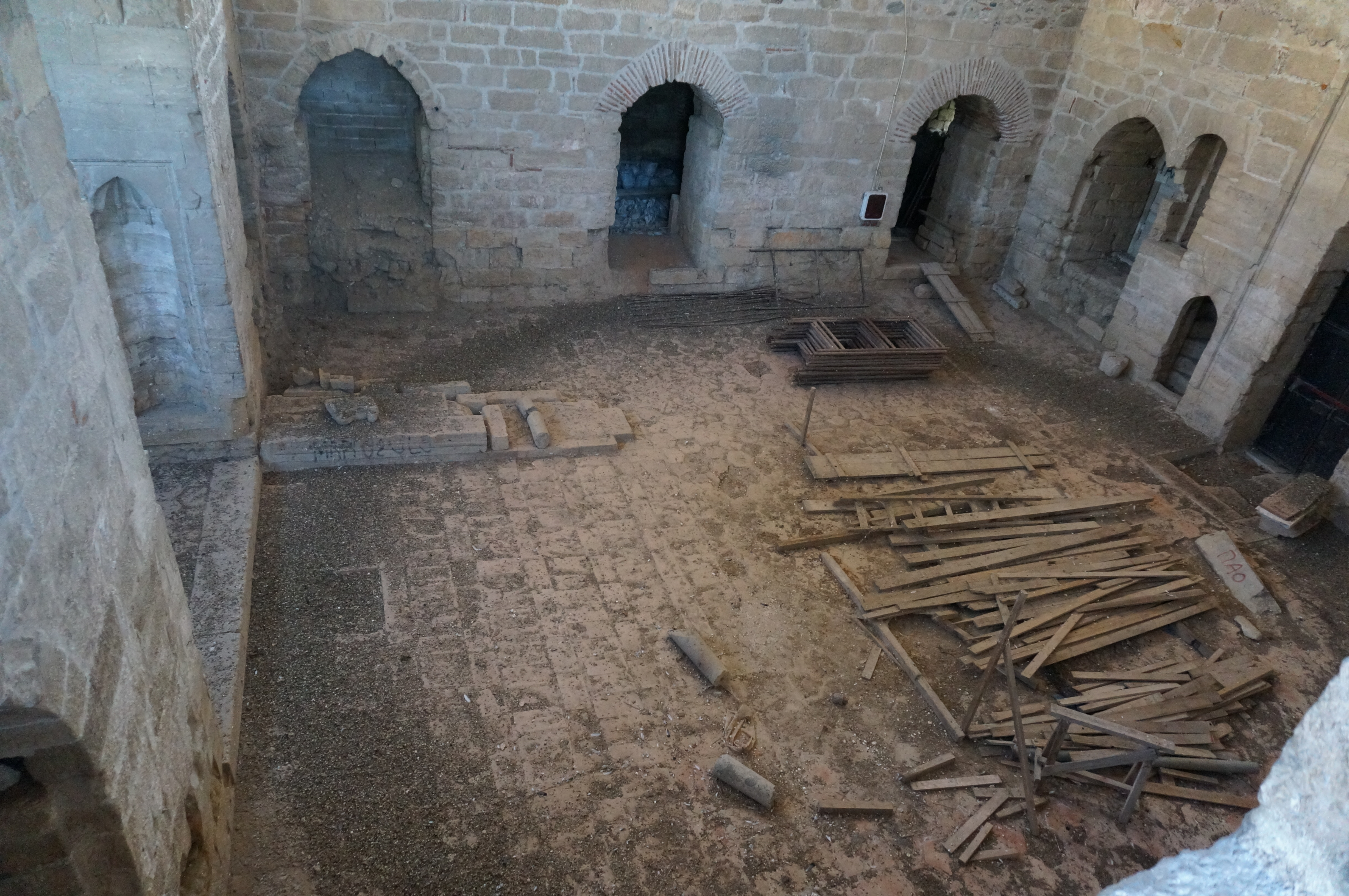
La sala de oración desde la esquina sureste.
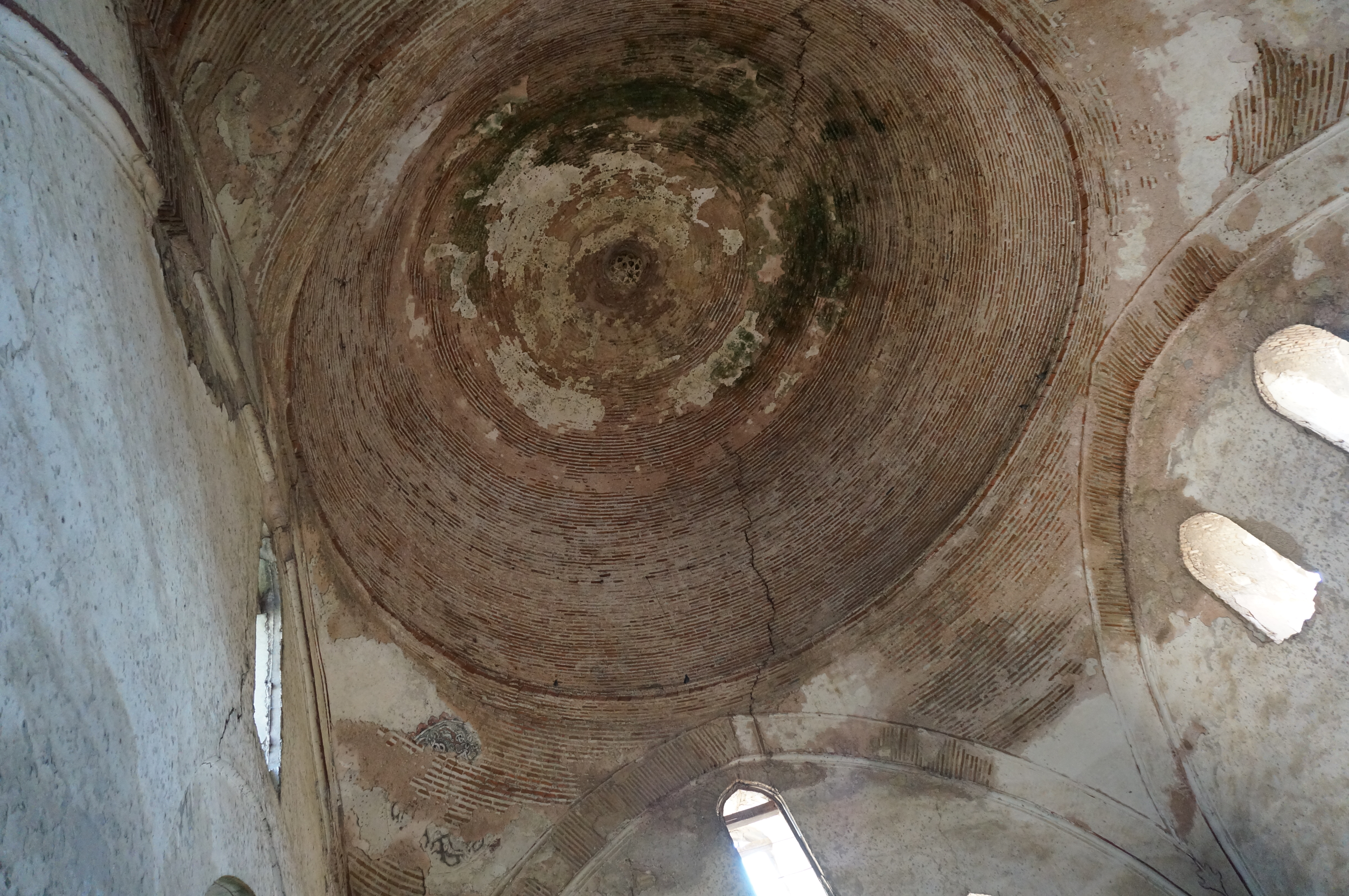
La cúpula.
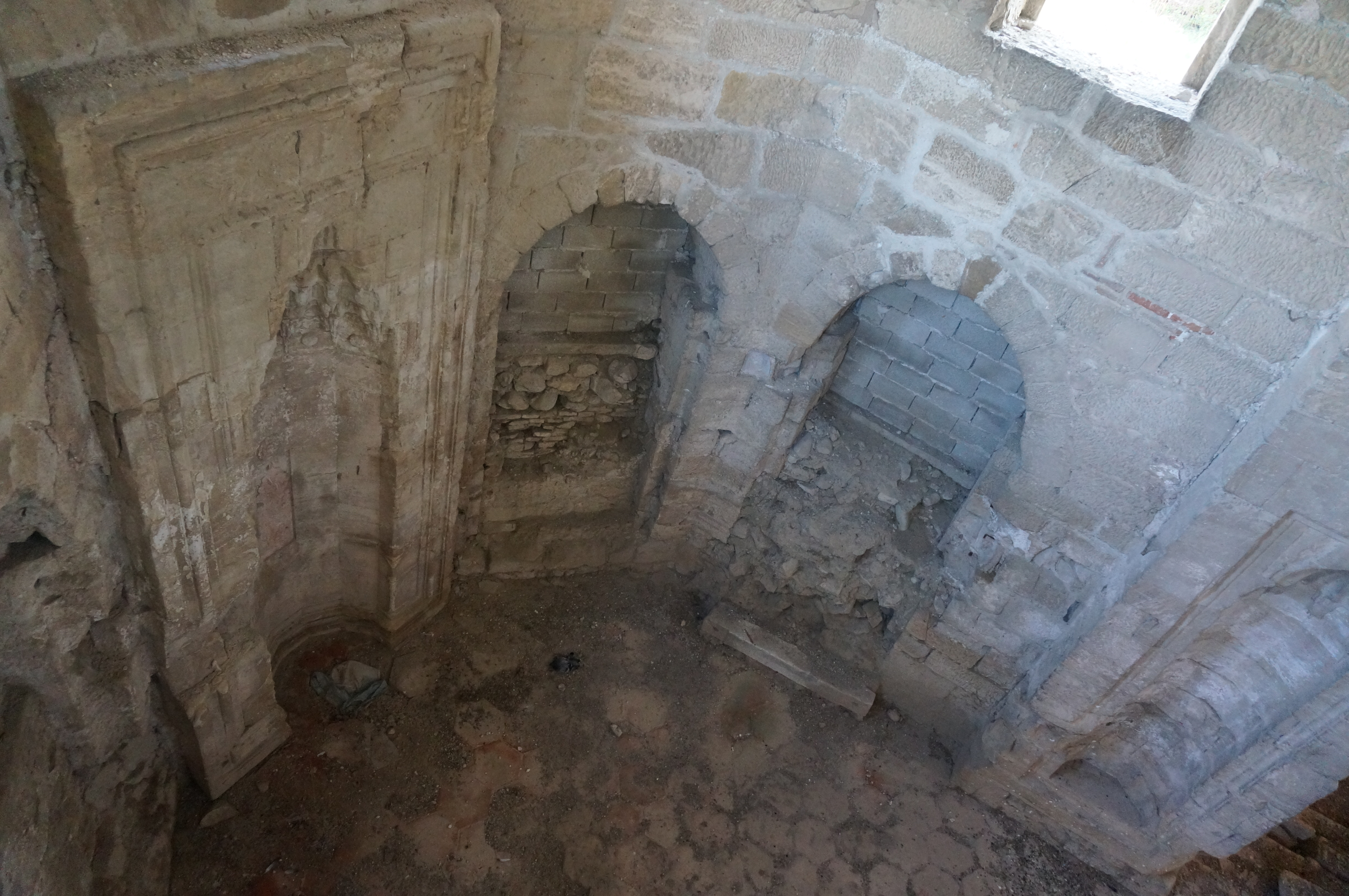
El mihrab del nicho sur.
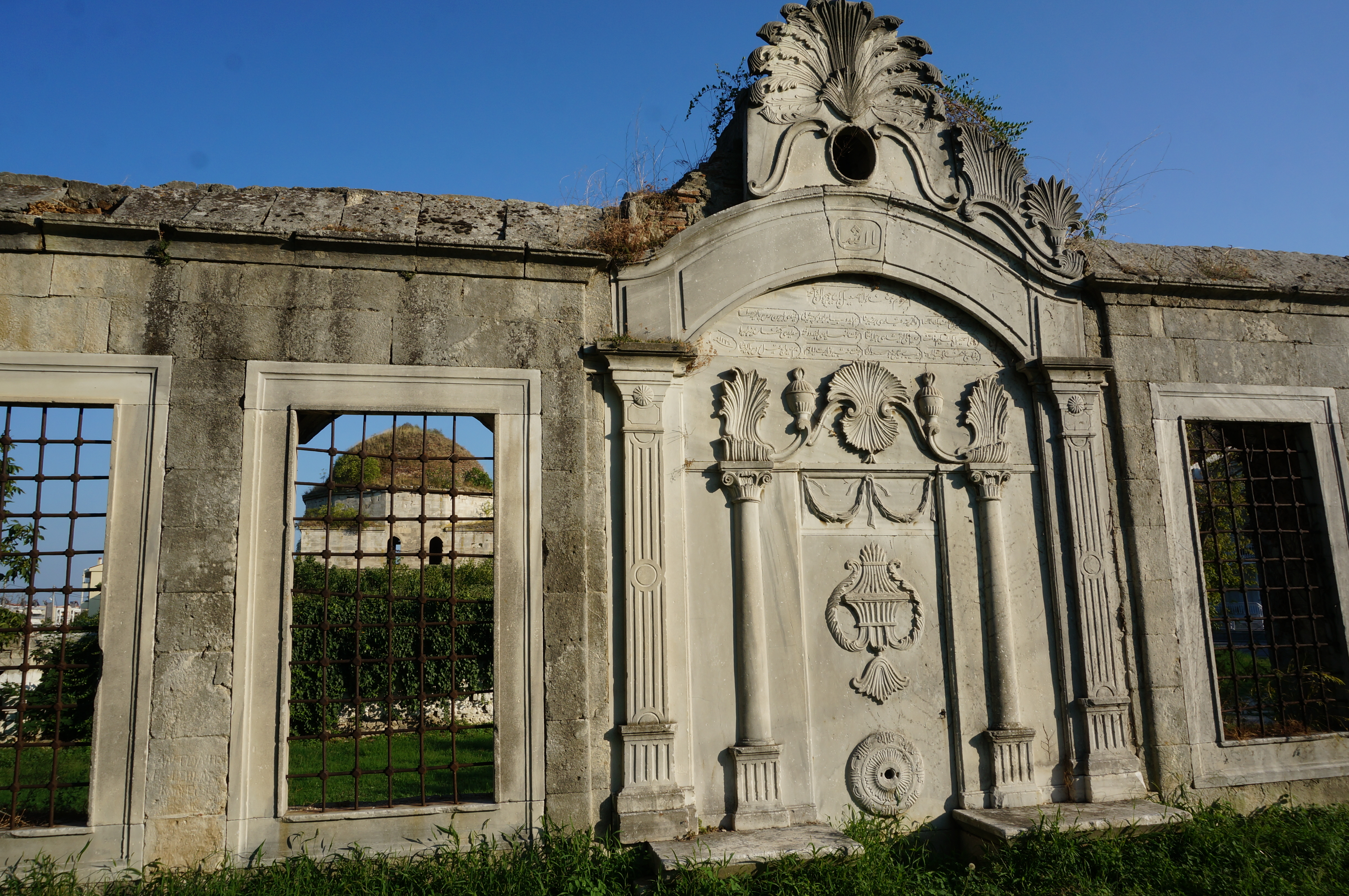
La fuente de Yusuf Pashá, al norte de la mezquita.